# Крутов, Андрей Юрьевич
Андрей Юрьевич Крутов (род. 25 апреля 2006, Тольятти, Самарская область) — российский хоккеист, нападающий. Мастер спорта России (2024).

## Биография
С четырёх лет стал заниматься в школе тольяттинской «Лады». В 2022 году перешёл в «Торпедо» Нижний Новгород и стал выступать за команду МХЛ «Чайка». Чемпион МХЛ 2022/23, лучший бомбардир «Чайки» в регулярном чемпионате-2023/24 — 50 очков в 41 игре. На драфте НХЛ 2024 года был выбран в 7-м раунде под общим 220-м номером клубом «Каролина Харрикейнз». В сезоне 2024/25 в основном выступал за «Торпедо-Горький» в ВХЛ, также провёл 10 матчей за «Чайку», и 12 — за «Торпедо» в КХЛ.